# Lotte Heri
Lotte Heri (* um 1935, verheiratete Lotte Wondra) ist eine österreichische Badmintonspielerin. 

## Karriere
Lotte Heri siegte 1958 erstmals bei den nationalen Titelkämpfen in Österreich, wobei sie die Dameneinzelkonkurrenz für sich entscheiden konnte. Im Folgejahr gewann sie das Damendoppel mit Anni Ninaus, 1960 noch einmal das Dameneinzel.

## Sportliche Erfolge
| Saison | Veranstaltung                   | Disziplin   | Platz | Name                     |
| ------ | ------------------------------- | ----------- | ----- | ------------------------ |
| 1958   | Österreich: Einzelmeisterschaft | Dameneinzel | 1     | Lotte Heri               |
| 1959   | Österreich: Einzelmeisterschaft | Damendoppel | 1     | Lotte Heri / Anni Ninaus |
| 1960   | Österreich: Einzelmeisterschaft | Dameneinzel | 1     | Lotte Heri               |